# Nits de naps i cols
La nit de naps i cols és una tradició originària d'Arenys de Munt i arrelada a Arenys de Mar, que se celebra la nit de Reis. Aquest fet es deu a la remodelació d'una tradició força arrelada entre els arenyencs per la qual la nit de Reis, els nois anaven en colla a "penjar" un nap al balcó, a la finestra o a la porta d'alguna noia que els agradava, adjuntant-hi una nota picant on feien saber qui era el festejador. La nit abans, la del quatre de gener, hi anaven les noies, però elles penjaven cols a les finestres, als balcons o a les portes dels nois amb la mateixa intenció. Des de fa alguns anys, però, les dues penjades s'han unificat a la nit de Reis. Al vespre, nois i noies celebren un sopar conjuntament i després, cadascuna de les colles es distribueixen pel poble amb l'objectiu de penjar els naps i les cols. És força habitual, també, que la "penjada" acabi amb alguna referència a la vida política del poble amb alguna "penjada" particular o bé a la plaça de l'església o bé a la plaça de l'Ajuntament.
Antigament, tant uns com altres, anaven a "robar" les cols i els naps pels camp propers del poble, però actualment, com que aquests camps de conreu cada vegada són més escassos, i són més lluny, els joves opten per fer sortides organitzades arreu del país a la recerca de naps. Sempre deixant un petit present com pot ser una ampolla de cava pels propietaris del camp assaltat.